# パッターニーVC
パッターニーVC（タイ語: สโมสรวอลเลย์บอลจังหวัดปัตตานี）は、タイ王国のパッターニー県をホームタウンとするバレーボールクラブ。

## 歴史
2005年に設立された。2007年2部リーグに昇格。 2008年のタイ2部チャンピオンシップで勝利を収める。
2009年のタイの1部チャンピオンシップでは5位の成績を収めた。2012年にディヴィジョン2部リーグに降格した。